# Sandra Nelson
Sandra Nelson Winkler, meistens als Sandra Nelson geführt, (* 29. Dezember 1964 in Madison, Wisconsin) ist eine US-amerikanische Schauspielerin.

## Leben
Nelson ist für ihre Rolle Phyllis Summers bekannt, die sie von 1997 bis 1999 in der Seifenoper Schatten der Leidenschaft spielte. Zu den zahlreichen weiteren Fernsehserien, in denen sie auftrat, gehören Neon Rider (1993), Highlander (1993), Cobra (1993), Outer Limits – Die unbekannte Dimension (1995), Star Trek: Raumschiff Voyager (1997), Star Trek: Deep Space Nine (1997), Viper (1999), Strong Medicine: Zwei Ärztinnen wie Feuer und Eis (2000), Emergency Room – Die Notaufnahme (2003), Without a Trace – Spurlos verschwunden (2005), Monk (2006), CSI: NY (2007) und Navy CIS (2016).
Filme, in denen sie spielte, sind unter anderem Trust in me – Der Undercover Cop (1994), Die Wiege des Hasses (1996) und De-Lovely – Die Cole Porter Story (2004).
Seit September 1998 ist sie mit dem Regisseur, Schauspieler und Produzenten Charles Winkler verheiratet, mit dem sie seit 2000 ein Kind hat.

## Filmografie

### Filme
- 1990: The Eternal Pitch (Kurzfilm)
- 1993: Schicksal einer Leihmutter (Moment of Truth: A Child Too Many, Fernsehfilm)
- 1993: Blut aus der Vergangenheit (Dying to Remember, Fernsehfilm)
- 1994: Tod im Zwielicht (Voices from Within, Fernsehfilm)
- 1995: Trust in me – Der Undercover Cop (Trust in me, Fernsehfilm)
- 1996: Auf dem Spielfeld ist die Hölle los (The Halfback of Notre Dame, Fernsehfilm)
- 1996: Gefährliche Flucht (Brothers of the Frontier, Fernsehfilm)
- 1996: Harvey und der Käpt’n (Captains Courageous, Fernsehfilm)
- 1996: Olympische Träume – Die Gail Devers Story (Run for the Dream: The Gail Devers Story, Fernsehfilm)
- 1996: Die Wiege des Hasses (Maternal Instincts)
- 1999: Rocky Marciano (Fernsehfilm)
- 1999: The Dance
- 2000: By Dawn’s Early Light (Fernsehfilm)
- 2001: Das Haus am Meer (Life as a House)
- 2002: Genug – Jeder hat eine Grenze (Enough)
- 2004: De-Lovely – Die Cole Porter Story (De-Lovely)
- 2005: Shackles – Hölle hinter Gittern (Shackles)
- 2006: Home of the Brave
- 2013: The Wolf of Wall Street
- 2014: Réalité

### Fernsehserien
- 1986–1999: Schatten der Leidenschaft (The Young and the Restless, 116 Folgen)
- 1991: Scene of the Crime (eine Folge)
- 1993: Hat Squad (The Hat Squad, eine Folge)
- 1993: Neon Rider (eine Folge)
- 1993: Highlander (eine Folge)
- 1993: Cobra (2 Folgen)
- 1995: Der Marshal (The Marshal, eine Folge)
- 1995: Outer Limits – Die unbekannte Dimension (The Outer Limits, eine Folge)
- 1995–1996: Taking the Falls
- 1996: Ein Mountie in Chicago (Due South, eine Folge)
- 1997: Star Trek: Raumschiff Voyager (Star Trek: Voyager, eine Folge)
- 1997: Gejagt – Das zweite Gesicht (Two, eine Folge)
- 1997: Star Trek: Deep Space Nine (eine Folge)
- 1999: Viper (eine Folge)
- 1999: Beggars and Choosers (eine Folge)
- 2000: Strong Medicine: Zwei Ärztinnen wie Feuer und Eis (Strong Medicine, eine Folge)
- 2003: Emergency Room – Die Notaufnahme (ER, eine Folge)
- 2005: Without a Trace – Spurlos verschwunden (Without a Trace, eine Folge)
- 2006: Monk (eine Folge)
- 2006: Just Legal (eine Folge)
- 2007: CSI: NY (eine Folge)
- 2008: The Closer (eine Folge)
- 2016: New Girl (eine Folge)
- 2016: Navy CIS (NCIS, 2 Folgen)